# Miasto Široki Brijeg
Miasto Široki Brijeg (boś. Grad Široki Brijeg) – jednostka administracyjna w Bośni i Hercegowinie, w kantonie zachodniohercegowińskim. W 2013 roku liczyła 28 929 mieszkańców.